# Războiul Civil Spaniol

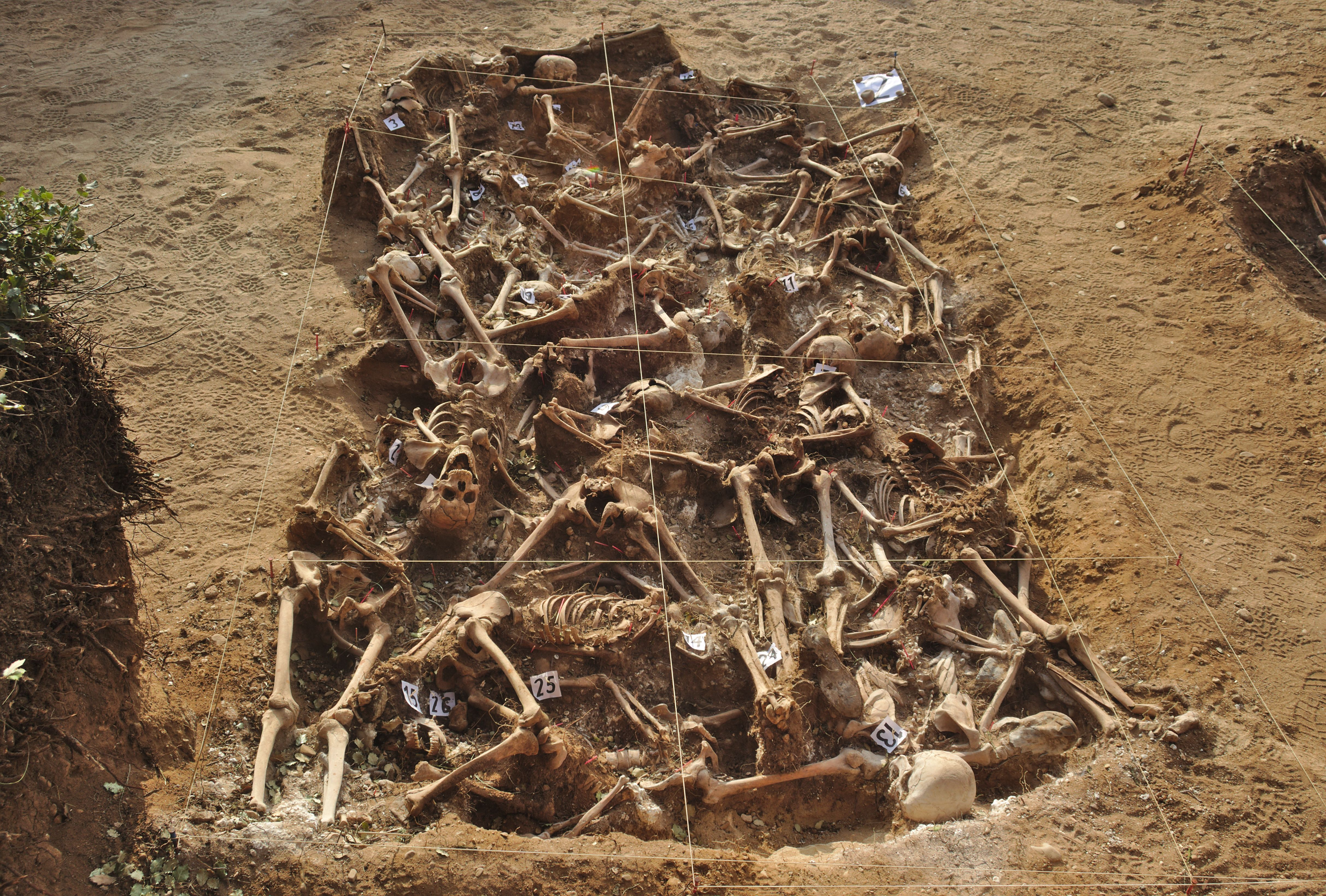
Groapă comună din timpul Războiului Civil Spaniol, descoperită în anul 2014

Războiul Civil Spaniol, care a durat de la 17 iulie 1936 până la 1 aprilie 1939, a fost un conflict în care forțele franchiste sau naționaliste, conduse de generalul Francisco Franco au învins forțele Republicane sau Legaliste – cuprinzând liberali anticlericali, socialiști, comuniști, anarhiști și autonomiști – ale celei de a doua Republici Spaniole.
Republicanii au obținut sprijinul Uniunii Sovietice și al Mexicului, iar naționaliștii au fost susținuți de Italia fascistă, Germania nazistă și de Portugalia vecină.
Războiul a crescut tensiunile din perioada premergătoare celui de-al Doilea Război Mondial și a fost văzut ca o confruntare indirectă între Uniunea Sovietică comunistă și axa fascistă germano-italiană. S-a recurs la tancuri și la bombardamente ale orașelor, cum avea să se întâmple și în cazul conflagrației mondiale ulterioare. Mass-media au atras un nivel de atenție fără precedent asupra conflictului, mari scriitori precum Ernest Hemingway și George Orwell scriind despre acesta. Războiul a rămas în istorie pentru pasiunile și conflictele politice pe care le-a angajat, dar și atrocitățile comise de ambele tabere. Ambele părți au masacrat numeroși civili pentru convingerile lor politice, și, după terminarea războiului, republicanii au continuat să fie persecutați de naționaliștii învingători.

## Preludiul războiului

### Contextul istoric
Războiul a avut mai multe cauze, multe dintre acestea fiind tensiuni existente de multă vreme și care au escaladat de-a lungul anilor.
Secolul al XIX-lea a fost o perioadă foarte agitată în Spania, unde s-au desfășurat numeroase războaie civile și revolte, provocate atât de reformiști, cât și de conservatori, în tentativa de a se înlătura reciproc de la putere. Forțele liberale care au preluat puterea pentru prima oară după Constituția spaniolă din 1812 urmăreau să abolească monarhia absolutistă a vechiului regim și să înființeze un stat liberal. Cele mai tradiționaliste segmente ale spectrului politic spaniol au încercat sistematic să blocheze aceste reforme și să susțină monarhia. Carliștii – susținători ai Infantelui Carlos și ai urmașilor acestuia – s-au unit sub lozinca „Dumnezeu, Țara și Regele” și au luptat pentru cauza tradiției spaniole (absolutismul și catolicism) împotriva liberalismului și ulterior republicanismului guvernelor spaniole din acea perioadă. Carliștii, uneori (inclusiv în perioada războaielor carliste), s-au aliat cu naționaliștii (a nu se confunda cu naționaliștii din Războiul Civil) în încercarea de a restaura drepturile istorice (și pentru a obține autonomie regională sporită) acordate de fuero din Țara Bascilor și Catalonia. În plus, începând din a doua jumătate a secolului al XIX-lea, liberalismul a fost depășit în aripa stângă a spectrului politic de diferite tipuri de socialism și mai ales de anarhism.
Spania a experimentat mai multe sisteme de guvernare diferite în perioada dintre războaiele napoleoniene de la începutul secolului al XIX-lea și izbucnirea războiului civil. În mare parte din secolul al XIX-lea, Spania a fost monarhie constituțională, dar sub atacuri din diferite direcții. Prima republică spaniolă, fondată în 1873, a fost de scurtă durată. Monarhia lui Alfonso al XIII-lea a durat din 1887 până în 1931, dar, după 1923, a fost susținută de dictatura militară a lui Miguel Primo de Rivera. În urma înlăturării lui Primo de Rivera în 1930, monarhia nu a mai putut păstra puterea și în 1931 a fost declarată a doua republică spaniolă. Această republică a ajuns, în curând, să fie guvernată de o coaliție de centru-stânga. Au fost adoptate mai multe reforme controversate, cum ar fi legea agrară din 1932, prin care s-a împărțit pământ țăranilor săraci. Milioane de spanioli trăiau sub limita sărăciei sub controlul strâns al aristocraților proprietari de pământuri, într-un sistem cvasifeudal. Aceste reforme, împreună cu alte legi împotriva clerului, și cu reforme (cu reduceri de personal) în domeniul militar, au creat o opoziție puternică.

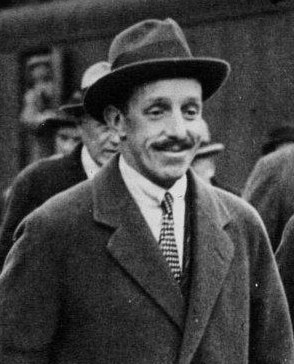
La 12 aprilie 1931, republicanii au câștigat alegerile parlamentare și A doua republică spaniolă a fost proclamată 2 zile mai încolo. Regele Alfonso al XIII-lea a plecat în exil.

### Constituția din 1931
Constituția Republicii Spaniole din 1931 a fost adoptată la data de 9 decembrie 1931 de către Curtea Constituțională, după alegerile generale spaniole din 1931, care a urmat proclamării celei de-a doua republici, și a rămas în vigoare până la sfârșitul războiului civil din Spania în 1939. Republica Spaniolă din exil a continuat s-o recunoască până în 1977, când procesul politic al așa-numitei tranziții spaniole a permis elaborarea unei noi Constituții democratice.
Constituția era organizată în 9 capitole (125 de articole în total), precum și două dispoziții tranzitorii.

### Alegerile din 1933
La 28 iunie 1931, în Spania s-au organizat alegeri pentru Curtea Constituțională a celei de-a doua Republici Spaniole. Cea de-a doua rundă a alegerilor, cu diferite alegeri a fost între 12 iulie și 8 noiembrie. La alegeri au participat inclusiv PSOE-ul, Lerroux (radicalii), radical-socialiștii, progresiștii (Dreptul Liberal Republican) și Republicanii.
Alegerile au avut ca rezultat o victorie răsunătoare pentru republicanii-socialiști. Republicanii de dreapta și centru (cu excepția radicalilor) au rămas cu un singur mandat, în timp ce dreapta-monarhică a suferit un serios pas înapoi. Ca rezultat, cea mai mare parte a locurilor din Parlament (nucleul s-a format în jurul socialiștilor și al radical-socialiștilor republicani de la începutul anului și radicalii progresiști din coaliția de stânga) a condus la așa-numitul "biennium reformist" între anii 1931 și 1933.
Nu există unanimitate cu privire la afilierea politică a tuturor parlamentarilor. În plus, grupurile au fost foarte mobile. În conformitate cu aceste situații, rezultatele pot fi defalcate după cum urmează:
| Partidul Socialist (PSOE)                    | 115 | 24,5   |
| Partidul Republican Radical (PRR)            | 94  | 20,2   |
| Partidul Republican Radical Socialist (PRRS) | 59  | 12,5   |
| Luptătorii Republicani din Catalonia (ERC)   | 31  | 6,5    |
| Acțiunea Populară                            | 28  | 5,9    |
| Partidul Țăranilor                           | 26  | 5,5    |
| Dreapta Liberală Republicană                 | 22  | 4,6    |
| Federaliștii                                 | 17  | 3,6    |
| Federația Republicană Galiciană              | 16  | 3,4    |
| Bască-Navarra                                | 15  | 3,2    |
| Gruparea de serviciu a Republicii            | 13  | 2,8    |
| Liga Regionalistă                            | 4   | 0,8    |
| Uniunea Socialistă a Cataloniei              | 4   | 0,8    |
| Partidul Republican Catalan                  | 2   | 0,4    |
| Partidul Liberal Democrat (Spania)           | 2   | 0,4    |
| Republicanii Galleguista                     | 1   | 0,2    |
| Monarhicii Liberali                          | 1   | 0,2    |
| Independenții                                | 20  | 4,2    |
| TOTAL                                        | 470 | 100,00 |

### Victoria Frontului Popular în 1936
La alegerile din 1936, rezultatele extrem de strânse au adus victoria unei noi coaliții de socialiști (Partidul Socialist al Muncitorilor din Spania), liberali (Stânga Republicană și Partidul Uniunea Republicană), comuniști, și diverse grupări naționaliste regionale. Frontul Popular a obținut 34% din voturi, iar guvernul CEDA, în exercițiu, a primit 33 de procente. Acest rezultat, coroborat cu refuzul socialiștilor de a participa la formarea noului guvern, a dus la o teamă generalizată de revoluție. Largo Caballero, supranumit „Lenin al Spaniei” de Pravda, a anunțat că țara este în pragul revoluției. Această afirmații au avut doar rolul de a îndepărta toți moderații din coaliția sa. Socialistul moderat Indalecio Prieto a condamnat retorica și marșurile comuniste considerându-le provocatoare.

### Obiectivele Partidului Comunist
Din punctul de vedere al Cominternului, stânga din ce în ce mai puternică, deși fragmentată și dreapta slăbită constituiau o situație optimă. Scopul său era ca, sub acoperirea instituțiilor democratice legitime, să scoată în afara legii organizațiile de dreapta și să transforme statul într-o „republică populară” de factură sovietică, dominată totalmente de stânga comunistă, scop declarat nu doar în cadrul instrucțiunilor Cominternului, ci și în declarațiile publice ale PCE-ului (Partidul Comunist din Spania).

### Azaña președinte
Fără socialiști, Primul Ministru Manuel Azaña, un liberal care susținea reforme treptate cu respectarea procesului democratic, a condus un guvern minoritar. În aprilie, parlamentul l-a înlocuit pe președintele Niceto Alcalá-Zamora cu Azaña. Demiterea lui Zamora s-a făcut invocând diverse pretexte false și cu încălcarea constituției. Deși și dreapta votase pentru demiterea lui Zamora, acesta a fost un punct de cotitură, un eveniment care i-a determinat pe numeroși conservatori să renunțe la politica parlamentară. Azaña era urât de politicienii spanioli de dreapta, pentru că acesta susținuse o agendă de reforme în fața unui parlament recalcitrant în perioada 1931–33. Joaquín Arrarás, un prieten al lui Francisco Franco, l-a numit „o omidă respingătoare a Spaniei roșii.” Generalii spanioli îi reproșau lui Azaña reducerea bugetului armatei și închiderea academiei militare în perioada când acesta fusese ministru de război (1931). CEDA l-a finanțat pe complotistul Emilio Mola. Monarhistul José Calvo Sotelo l-a înlocuit pe Gil Robles de la CEDA ca principal purtător de cuvânt al dreptei în parlament.

### Creșterea violenței și tensiunilor politice
Aceasta a fost o perioadă de creștere a tensiunilor. Radicalii au devenit mai agresivi, în vreme ce conservatorii au apelat la acțiuni paramilitare. Conform surselor oficiale ale perioadei, 330 de oameni au fost asasinați și 1.511 au fost răniți în acte de violență pe motive politice; arhivele relevă 213 tentative eșuate de asasinat, 113 greve generale, și distrugerea (de regulă prin incendiere) a 160 de edificii religioase.

### Castillo și Calvo Sotelo decedează
La 12 iulie 1936, în Madrid, o grupare de extremă dreapta l-a asasinat pe locotenentul José Castillo de la Gărzile de Asalt, o unitate specială de poliție înființată pentru a gestiona violența urbană. Un politician socialist a fost și el asasinat cu această ocazie. A doua zi, un simpatizant al stângii, Luis Cuenca l-a ucis pe José Calvo Sotelo, lider al opoziției conservatoare din Cortes (parlamentul spaniol), ca răzbunare. Cuenca făcea parte dintr-o unitate de comando a Gărzilor de Asalt, unitate condusă de căpitanul Fernando Condés Romero. Condés era un apropiat al liderului socialist Indalecio Prieto, dar nu se știe dacă Prieto a fost complice la asasinarea lui Calvo Sotelo de către Cuenca. Totuși, uciderea unui atât de important parlamentar, cu implicarea poliției, a ridicat semne de întrabare și a atras reacții puternice din partea mișcărilor de centru și dreapta. Calvo Sotelo era principalul politician monarhist din Spania. El protesta împotriva a ceea ce el considera a fi escaladarea terorii antireligioase, exproprierilor, și reformelor agrare pripite, pe care le considera de natură bolșevică și anarhistă. În schimb, el susținea înființarea unui stat corporativ și declarase că un dacă un astfel de stat este fascist, atunci și el este fascist.
El declarase că soldații spanioli ar fi nebuni dacă nu s-ar fi ridicat la luptă pentru Spania împotriva anarhiei. La rândul său, liderul comuniștilor, Dolores Ibarruri, cunoscut sub porecla de La Pasionaria, ar fi jurat că discursul lui Calvo Sotelo avea să fie ultimul pe care acesta urma să-l țină în Cortes. Deși generalii naționaliști erau deja în faze avansate ale planificării unei revolte, evenimentul le-a furnizat un declanșator convenabil, și o justificare publică pentru lovitura de stat planificată de ei.

## Izbucnirea războiului

### Revolta militară naționalistă
Genialul general monarhist José Sanjurjo a fost figura cea mai importantă a rebeliunii, în vreme ce Emilio Mola era însărcinat cu planificarea și secundul lui Sanjurjo. Mola a demarat în mod serios planurile în primăvară, dar generalul Francisco Franco a ezitat până la începutul lui iulie, făcându-i pe alți complotiști să-l poreclească „Miss Insulele Canare 1936”. Franco era un jucător-cheie din cauza prestigiului său ca fost director al academiei militare și ca cel care stinsese revolta socialistă din 1934.
De teama unei lovituri de stat militare, Primul Ministru Casares Quiroga l-a trimis pe generalul de origine portoricană Manuel Goded Llopis în Insulele Baleare și pe generalul Francisco Franco în Insulele Canare. La 17 iulie 1936, complotiștii au dat semnalul declanșării loviturii de stat trimițând fraza codată, „În toată Spania, cerul este senin.” Llopis și Franco au preluat imediat controlul insulelor pe care se aflau. Avertizați de iminența unei lovituri de stat, stângiștii au baricadat drumurile la 17 iulie. Franco a evitat arestarea mergând cu un remorcher la aeroport.
Un agent de informații britanic de la MI6, maiorul Hugh Pollard, l-a dus apoi pe Franco în Marocul spaniol cu un avion de Havilland DH.89 Dragon Rapide, unde acesta s-a întâlnit cu Juan March Ordinas, într-o zonă în care Armata spaniolă a Africii, sub conducerea unor ofițeri naționaliști, nu avea adversari. Sanjurjo a fost ucis într-un accident aviatic la 20 iulie, și comanda efectivă a fost împărțită între Mola în nord și Franco în sud.

### Reacția guvernului
Revolta trebuia să fie o lovitură de stat rapidă, dar greșelile comise în unele zone au permis guvernului să păstreze controlul în unele părți ale țării. După prima etapă, rebelii nu au reușit să preia controlul niciunui mare oraș—în Madrid ei au fost asediați în cazărmile Montaña. Cazărmile au căzut a doua zi în urma unor lupte soldate cu multe victime. În Barcelona, anarhiștii s-au înarmat și i-au învins pe rebeli. Generalul Goded, care a sosit din Insulele Baleare, a fost capturat și executat. Totuși, frământările au facilitat preluarea controlului de către anarhiști asupra Barcelonei și asupra regiunii rurale din Aragon și din Catalonia, zonă care s-a separat de facto de guvernul republican. Republicanii au păstrat controlul asupra Valenciei și asupra unei zone care acoperea întreaga coastă de est a Spaniei și zona centrală din jurul Madridului. Cu excepția Asturiei, Cantabriei și a unei părți din Țara Bascilor, naționaliștii au preluat mare parte din nordul și nord-vestul Spaniei și o zonă din sud, și anume centrul și vestul Andaluziei, împreună cu orașul Sevilla.

## Combatanți

### Republicanii

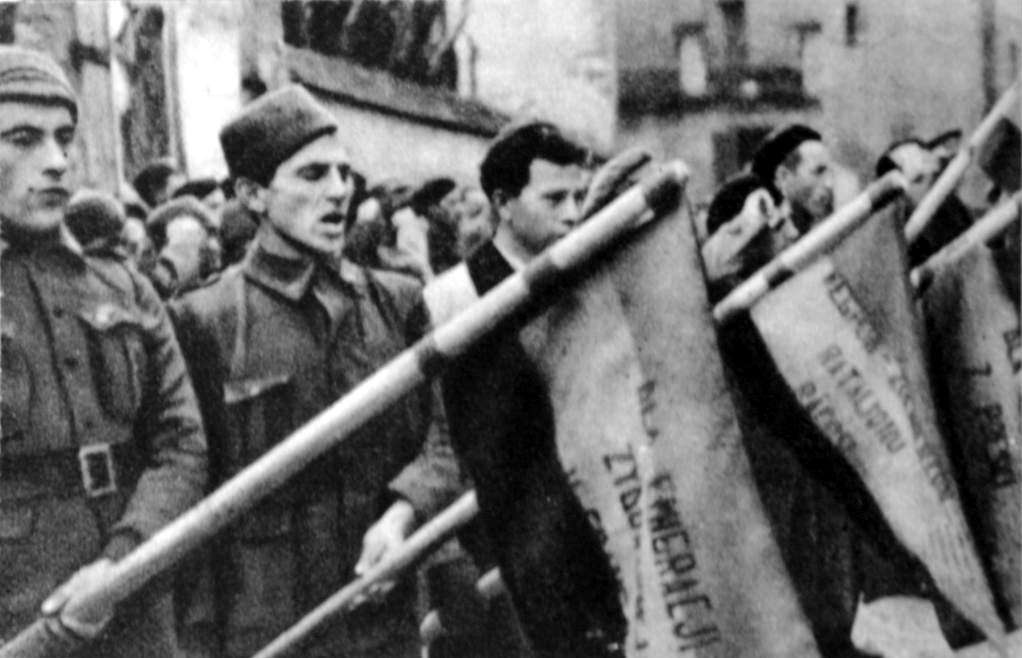
Voluntari polonezi din Brigăzile Internaționale.

Republicanii (denumiți și loialiști spanioli) au primit arme și voluntari din Uniunea Sovietică (contra cost), Mexic, de la Internaționala Socialistă și de la Brigăzile Internaționale. Republicanii erau o alianță largă, cuprinzând de la centriști care susțineau o democrație liberală capitalistă moderată până la revoluționari anarhiști și comuniști; baza lor umană era mai ales urbană și seculară, dar conținea și țărani fără pământ, și era deosebit de puternică în regiunile industriale ca Asturia și Catalonia. Această facțiune a fost denumită „loialiștii” de susținătorii săi, „republicanii”, „Frontul Popular” sau „Guvernul” de toate părțile, iar „roșiii” - de dușmanii lor.
Țara Bascilor, regiune conservatoare, catolică, împreună cu Galicia și cu Catalonia, care înclina mai mult spre stânga, doreau o autonomie mai largă sau chiar independența de guvernul central de la Madrid. Această opțiune a fost lăsată deschisă de guvernul republican. Toate aceste forțe erau adunate sub numele de „Ejército Popular Republicano” (EPR) sau „Armata Populară Republicană”.
În conflictul marcat de orori cumplite au luptat și 60.000 de voluntari din afara granițelor Spaniei. „Brigăzile internaționale” erau unități militare alcătuite din voluntari de 55 de naționalități, angajați de partea guvernului republican.
Zece mii dintre ei nu s-au mai întors niciodată în țările de origine. Prin comparație, numărul voluntarilor care au luptat alături de Franco a fost mult mai mic.

### Naționaliștii
Naționaliștii, în schimb, se opuneau mișcărilor separatiste, dar scopurile lor erau definite în primul rând de atitudinea anticomunistă și de teama de divizarea Spaniei, ceea ce a coagulat mișcări diferite sau chiar dușmane ca falangiștii și monarhiștii. Această tabără a fost denumită „naționaliștii”, „rebelii”, sau „insurgenții”. Adversarii lor îi denumeau „fasciști” sau „francoiști”.
Liderii lor proveneau dintre moșierii monarhiști, mai conservatori, și susțineau centralizarea puterii în stat. Germania nazistă și Italia fascistă, precum și mare parte din clerul romano-catolic, i-au susținut pe naționaliști, Estado Novo din Portugalia le-a furnizat suport logistic. Forțele lor se adunaseră în „Ejército Nacional” sau „Armata Națională”.

### Alte facțiuni combatante
Participanții activi în război acopereau toată gama de poziții politice și ideologii ale vremii. Tabăra naționalistă cuprindea și pe carliști și pe monarhiști legitimiști, naționaliștii spanioli, falangiștii, catolicii, și majoritatea conservatorilor și liberalilor monarhiști. De partea republicanilor se aflau socialiștii și liberalii, precum și comuniștii și anarhiștii.
Naționaliștii catalani și basci nu au ales o singură tabără. Naționaliștii catalani de stânga erau de partea republicanilor. Naționaliștii conservatori catalani erau mai puțin fermi în privința susținerii guvernului republican din cauza anticlericalismului și confiscărilor de pământuri care aveau loc în unele zone controlate de acesta (unii naționaliști conservatori catalani, cum ar fi Francesc Cambó au finanțat chiar tabăra rebelilor). Naționaliștii basci, sub umbrela grupării conservatoare Partidul Naționalist Basc, susțineau moderat guvernul republican, deși naționaliștii basci din Álava și Navarra au fost de partea rebelilor din aceleași motive care îi influențau și pe conservatorii catalani.
Din altă perspectivă, naționaliștii aveau de partea lor majoritatea clerului catolic și a catolicilor practicanți (din afara Țării Bascilor), elemente importante ale armatei, majoritatea marilor proprietari de pământuri, și numeroși oameni de afaceri. Republicanii aveau de partea lor majoritatea muncitorilor din orașe, majoritatea țăranilor, și mare parte din clasa de mijloc cu educație, mai ales aceia care nu erau întreprinzători.
Unul dintre motivele principale invocate de naționaliști era confruntarea cu anticlericalismul regimului republican și apărarea Bisericii Romano-Catolice, care fusese ținta atacurilor, și pe care mulți din cei din tabăra republicană dădeau vina pentru relele din țară. Chiar înainte de război, edificiile religioase fuseseră incendiate și clericii uciși fără ca autoritățile republicane să ia vreo măsură de prevenire. Ca parte din revoluția socială ce avea loc, alte biserici erau transformate în Case ale poporului. La fel, numeroase dintre masacrele comise de republicani aveau ca țintă clerul catolic. Trupele marocane musulmane ale lui Franco au considerat și ele acestea niște acte respingătoare, și în mare parte au luptat cu loialitate și adesea cu ardoare de partea naționaliștilor. Articolele 24 și 26 ale Constituției Republicii interziceau mișcarea iezuită, fapt ce a jignit pe mulți dintre conservatori. Revoluția din zonele republicane de la începutul războiului, unde au murit 7.000 de clerici și mii de mireni, au constituit ceea ce Stanley Payne denumea „cea mai extinsă și mai violentă persecuție a catolicismului din istoria occidentală, în unele feluri mai intensă chiar decât Revoluția franceză”, împingându-i pe catolici, care nu mai aveau alternative, de partea naționaliștilor într-o mai mare măsură decât ar fi fost de așteptat. După declanșarea loviturii de stat, furia împotriva bisericii și rolului său în viața politică spaniolă s-a reaprins. În afara aspectelor religioase, naționaliștii basci, care erau aproape în întregime de partea republicii erau, în mare parte, catolici.
Simpatizanții republicani au proclamat lupta între „tiranie și democrație”, sau între „fascism și libertate”, și mulți tineri care nu erau de origine spaniolă, revoluționari și reformiști s-au alăturat Brigăzilor Internaționale, crezând că Republica Spaniolă era linia întâi a războiului împotriva fascismului. Susținătorii lui Franco, însă, au prezentat lupta ca una între „hoardele roșii” ale comunismului și anarhismului de o parte și „Civilizația creștină” de cealaltă parte. Ei afirmau și că luptau pentru protejarea Establishment-ului și pentru aducerea securității și sensului în ceea ce ei considerau o societate neguvernată și lipsită de lege.
Republicanii erau și ei împărțiți. Stânga nu era de acord în multe aspecte cu naționaliștii conservatori basci sau catalani. În Cortes (parlamentul spaniol) erau reprezentate în 1931 16 partide. Când s-a acordat autonomie Cataloniei și Țării Bascilor în 1932, s-a încercat o lovitură de stat naționalistă, dar aceasta a eșuat. Unei tentative a comuniștilor de a prelua controlul i s-au opus anarhiștii, ceea ce a avut ca rezultat masacrarea a sute de rebeli și un război civil între anarhiști și comuniști în Catalonia.

## Români care au luptat în Războiul Civil Spaniol

### Legionari
Izbucnirea războiului civil din Spania n-a lăsat indiferenta Mișcarea Legionară. Reprezentanții ei au dorit să se implice în conflict, în special datorită prezenței comuniștilor de partea „republicanilor”. Inițiativa i-a aparținut lui Ion Moța, unul dintre lideri.
Pe 24 noiembrie 1936, pe peronul Gării de Nord, o echipă formată din opt legionari: Ion I. Moța, Vasile Marin, ing. Gheorghe Clime, avocatul Nicolae Totu, prințul Alexandru Cantacuzino, preotul Dumitrescu-Borșa și avocatul Bănica Dobre, condusă de generalul Gheorghe Cantacuzino (care avea însărcinarea de a integra grupul românesc în armata spaniolă), a plecat să lupte alături de naționaliștii lui Franco.

### Comuniști

Drapelul Grupului franco-belgian "Ana Pauker"

612 voluntari români, în majoritate comuniști, au luptat pe frontul din Spania în armata republicană. Printre ei s-au aflat Valter Roman și Leonte Tismăneanu. Între comuniștii secui care au luptat în Brigăzile Internaționale s-a numărat László Rajk, ulterior ministru de externe al Ungariei.
Între activiștii comuniști care au luptat în Spania s-a numărat și Petre Borilă, socrul lui Valentin Ceaușescu.

## Implicarea externă
La războiul civil spaniol au participat numeroși cetățeni străini, atât în lupte cât și pe posturi de consilieri politici. Guvernele străine au contribuit cu ajutor financiar și militar la forțele conduse de Generalísimo Francisco Franco. Forțele ce luptau de partea celei de-a doua republici spaniole au primit și ele ajutor limitat, dar acesta a fost împiedicat de embargoul impus traficului de arme de către Franța și Regatul Unit.
Acest embargo nu a fost foarte eficient, și mai ales Franța a fost acuzată că a permis ajungerea unor transporturi masive la republicani—deși acuzațiile au venit mai ales din partea Italiei, ea însăși implicată de partea naționaliștilor. Se considera în general la acea vreme că acțiunile clandestine ale diferitelor puteri europene riscau un alt „Mare Război”.

### Liga Națiunilor
Reacția Ligii Națiunilor la ceea ce se întâmpla în timpul războiului a fost mai ales una neutră și insuficientă pentru a restrânge importul masiv de armament și de alte resurse pentru război practicat de cele două facțiuni. Deși s-a înființat o Comisie de Neintervenție, politicile acesteia au fost în mare parte ineficiente. Directivele sale au fost subminate de politicile de pacificație ale puterilor europene, atât democrate cât și nedemocrate de la sfârșitul anilor 1930: guvernul spaniol oficial al lui Juan Negrín a fost abandonat treptat de Ligă în această perioadă.

### De partea rebelilor
Rebelii au fost puternic susținuți în război cu trupe și armament de Italia fascistă și de Germania nazistă. De asemenea, grupări naționaliste din alte state au oferit suport, cum ar fi gruparea irlandeză „Cămășile albastre”. De asemenea, membri ai Mișcării Legionare din România a participat la conflict de partea rebelilor, membrii acesteia Ion Moța și Vasile Marin, morți la Majadahonda, fiind înmormântați cu mult fast la București.

#### Italia fascistă și Germania nazistă
Atât Italia fascistă, condusă de dictatorul Benito Mussolini, cât și Germania nazistă, condusă de dictatorul Adolf Hitler, au trimis trupe, avioane, tancuri, și alte arme în ajutorul lui Franco. Guvernul italian a furnizat „Corpul de Trupe Voluntare” (CTV, sau Corpo Truppe Volontarie) iar Germania a trimis „Condor Legion” (Legiunea Condor). CTV a avut un maxim de 50.000 de membri și 75.000 de italieni au luptat în Spania. Forțele germane au numărat aproximativ 12.000 de oameni la momentul de maxim, 19.000 de germani luptând în total în Spania.
A ajutat la blocarea transportului de arme din URSS în Spania, cu propriile sale acțiuni de marina. 
A contribuit cu patru "submarine legionare" la flota lui Franco și i-a vândut patru distrugătoare și două submarine.
Italia a fost, potrivit lui R. Serrano Suñer, „cel mai mare ajutor, altruist si dezinteresat”, a avut trei divizii complete în Spania, în timp ce Germania a dat imediat ajutor material, Italia a oferit sprijin practic gratuit.
Italia a participat de asemenea, cu aproximativ 300 de avioane la cauza rebelă.

#### Voluntari irlandezi

Steagul Cămășilor albastre irlandeze, o mișcare naționalistă irlandeză care s-a alăturat naționaliștilor lui Franco.

În pofida declarațiilor guvernului irlandez că participarea la război este ilegală, aproximativ 250 de irlandezi au luptat pentru republicani și aproximativ 700 din adepții lui Eoin O'Duffy („Cămășile albastre”) au mers în Spania pentru a lupta de partea lui Franco.
Totuși, la sosirea în Spania, contingentul de irlandezi al lui O'Duffy a refuzat să lupte contra bascilor de partea lui Franco, văzând asemănări între lupta lor recentă și aspirațiile bascilor pentru independență. Ei considerau că rolul lor principal în Spania era cel de a lupta împotriva comunismului, în apărarea catolicismului. Oamenii lui Eoin O'Duffy nu au apucat să lupte prea mult în Spania și au fost trimiși acasă de Franco după ce s-a tras accidental asupra lor de către trupe naționaliste.

### De partea republicanilor
Republicanii au fost puternic susținuți de mișcarea comunistă mondială. Principala sursă de armament a acesteia a reprezentat-o cel mai mare stat comunist din lume la acea vreme, Uniunea Sovietică. Brigăzile Internaționale au furnizat mare parte din resursele umane, formate din militanți comuniști din mai multe state ale lumii. Oamenii trimiși de Partidul Comunist din România au fost organizați în Brigada „Ana Pauker”, din care au făcut parte, printre alții, Petre Borilă, drept comisar politic și Valter Roman drept ofițer.

#### Uniunea Sovietică
Uniunea Sovietică a oferit în primul rând materie primă și asistență forțelor republicane. Uniunea Sovietică a ignorat embargoul impus de Liga Națiunilor asupra vânzărilor de arme republicanilor, asemenea altor câteva state. Uniunea Sovietică a fost cea mai importantă sursă de armament pentru republicani. Printre armele furnizate de URSS au fost și: tancuri, avioane si arme de artilerie.
Cu toate acestea, republica a trebuit să plătească armele sovietice cu rezervele de aur al Băncii Naționale Spaniole. Armele au fost de multe ori de proastă calitate și în plus au fost vândute la un preț deliberat exagerat. Costul armelor sovietice a fost de peste 500 de milioane de dolari americani, două treimi din rezervele de aur de dinainte de război ale Băncii Naționale Spaniole.
Uniunea Sovietică a trimis, de asemenea, un număr mic de consilieri militari în Spania. În timp ce trupele sovietice s-au ridicat la nu mai mult de 700 de bărbați, „voluntari” sovietici.
În plus, Uniunea Sovietică dădea directive partidelor comuniste din întreaga lume să se organizeze și să recruteze celebrele Brigăzi Internaționale.
Comuniștii sovietici care fuseseră trimiși de Stalin, mai ales în Catalonia, la Barcelona au lichidat o mare parte a celor care se opuneau politicii de la Moscova. printre cei eliminați de către comuniștii infiltrați în Spania Camillo Berneri, filosof italian, Kurt Landau, comunist austriac, Andreu Nin.

#### Brigăzile internaționale de voluntari
Brigăzile Internaționale au reprezentat cel mai mare contingent de trupe de luptă pentru republicani. Aproximativ 30.000 de cetățeni străini, probabil, din 53 de țări au luptat în diferite brigăzi. Cele mai multe dintre acestea erau formate din comuniști sau din sindicaliști, aproape toți voluntari, și au fost organizate și conduse de comuniști aflați sub controlul Moscovei.

#### Mexic
Republica Mexicană a susținut public partea guvernului republican de la Madrid. Mexicul a refuzat să accepte propunerile franco-britanice de neintervenție, recunoscând imediat marele avantaj pe care acestea îl ofereau insurgenților. În dezacord cu Statele Unite, Mexicul nu a simțit că neutralitatea între un guvern ales democratic și o juntă militară ar fi o politică potrivită. Atitudinea Mexicului a adus mult confort moral Republicii, mai ales deoarece principalele guverne latin-americane—cele din Argentina, Brazilia, Chile, și Peru—simpatizau mai mult sau mai puțin fățiș cu insurgenții. Dar ajutorul mexican putea avea doar o mică însemnătate practică, întrucât granița cu Franța era închisă, iar dictaturile din Europa erau libere să alimenteze insurgenții cu o cantitate de arme de calitate mult peste puterile Mexicului.
Totuși, Mexicul a furnizat ceva ajutor material, o cantitate mică de avioane de fabricație americană, cum ar fi Bellanca CH-300 și Spartan Zeus care erau folosite de aviația mexicană.
În Mexic s-au construit de asemenea locuințe pentru intelectualii, copiii și familiile care au sosit în portul Veracruz.

## Evacuarea copiilor
Pe măsură ce războiul a avansat pe frontul de nord, autoritățile republicane au organizat evacuarea copiilor. Acești copii au fost trimiși în Regatul Unit, în Belgia, în Uniunea Sovietică, în alte țări europene și în Mexic. Cei din țările din Europa de Vest s-au întors la familiile lor după război, dar mulți din cei din URSS, proveniți din familii comuniste, au rămas și au trăit al Doilea Război Mondial din perspectiva sovietică.
La fel ca și tabăra republicană, naționaliștii lui Franco au pregătit evacuarea copiilor, femeilor și vârstnicilor din zonele afectate de război. Tabere de refugiați pentru acești civili evacuați de naționaliști s-au înființat în Portugalia, Italia, Germania, Olanda și Belgia. 

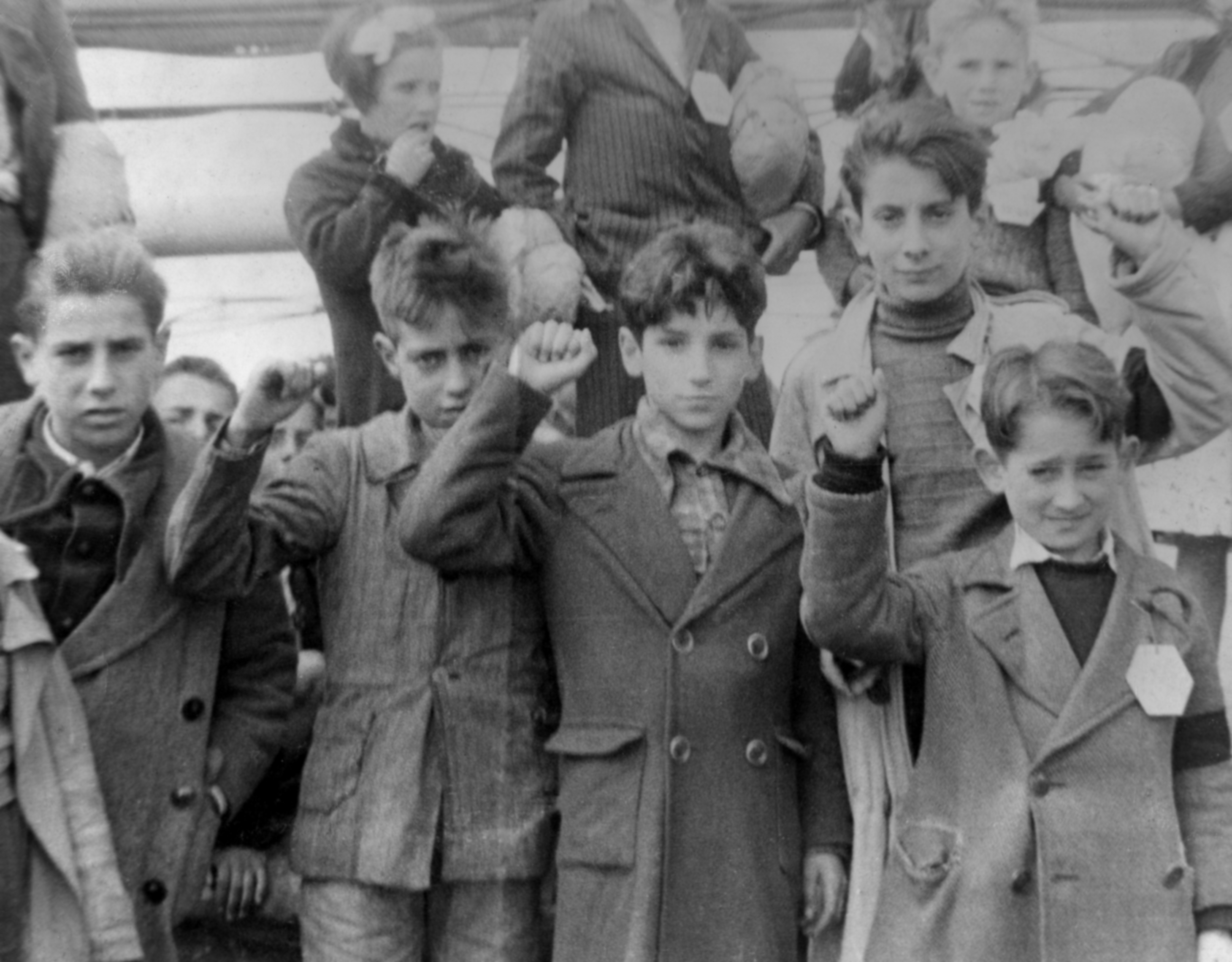
Copii gata de evacuare, unii din ei făcând salutul republican. Republicanii ridicau pumnul, pe când naționaliștii făceau salutul roman.

## Pacifismul în Spania
În anii 1930, Spania a devenit centrul atenției organizațiilor pacifiste, printre care Fellowship of Reconciliation, War Resisters League și War Resisters' International (al cărei președinte era parlamentarul britanic și liderul laburist George Lansbury). Mulți oameni printre care și cei numiți astăzi insumisos (nesupușii) au căutat strategii non-violente.
Importanți pacifiști spanioli, cum ar fi Amparo Poch y Gascón și José Brocca i-au susținut pe republicani. Cum a demonstrat și autorul american Scott H. Bennett, pacifismul din Spania nu era echivalent cu pasivismul, și munca periculoasă depusă și sacrificiile făcute de liderii și activiștii pacifiști, cum ar fi Poch și Brocca arată că „curajul pacifist nu este mai puțin eroic decât cel militar” (Bennett, 2003: 67–68). Brocca a declarat că pacifiștii spanioli nu au altă alternativă decât să ia atitudine împotriva fascismului. El a pus această atitudine în practică prin diverse mijloace, inclusiv prin organizarea muncitorilor din agricultură pentru a menține aprovizionarea cu alimente și prin muncă umanitară cu refugiații de război.

## Atrocitățile din timpul războiului
Cel puțin 50.000 de oameni au fost executați în timpul războiului civil. În lucrarea sa recentă și actualizată privind istoria războiului civil din Spania, Antony Beevor „consideră că «teroarea albă» a lui Franco a dus la moartea a 200.000 de oameni. «Teroarea roșie» omorâse deja 38.000.” Julius Ruiz trage concluzia că „deși cifrele rămân disputate, s-au făcut cel puțin 37.843 de execuții în zona republicană, și maxim 150.000 de execuții (inclusiv 50.000 după război) în Spania Naționalistă.” Potrivit cercetărilor istoricului Julio de la Cueva, «teroarea roșie» a luat viețile a 72.344 de oameni. În publicația Checas de Madrid (ISBN: 84-9793-168-8), jurnalistul și istoricul César Vidal Manzanares estimează un total de 110.965 de victime ale represiunii republicane, dintre care 11.705 de oameni au fost uciși numai în Madrid. Un judecător spaniol a deschis o anchetă privind 114.266 de oameni executați și dispăruți în timpul războiului civil spaniol și în perioada franchistă, între 17 iulie 1936 și decembrie 1951. Printre acestea se numără moartea lui Federico García Lorca.
Atrocitățile comise de Bando Nacional erau ceva obișnuit și erau adesea ordonate de autorități pentru a eradica orice urmă de stângism în Spania; multe asemenea fapte au fost comise de grupări reacționare în timpul primelor săptămâni de război. Printre acestea s-a numărat execuția profesorilor (din cauza eforturilor Republicii de a promova învățământul laic și de a înlătura Biserica Catolică din sistemul de educație prin închiderea școlilor religioase, ceea ce a fost considerat de Bando Nacional un atac la adresa Bisericii); omorurile în masă comise împotriva civililor din orașele capturate; execuția persoanelor nedorite (inclusiv non-combatanți cum ar fi sindicaliștii și simpatizanții republicani cunoscuți). Un exemplu de astfel de tactici ale taberei naționaliste a fost masacrul de la Badajoz din 1936.
Tabăra naționalistă a efectuat și bombardamente asupra orașelor din teritoriul republican, mai ales cu ajutorul voluntarilor Luftwaffe din Legiunea Condor și al aviatorilor voluntari italieni din Corpo Truppe Volontarie (Madrid, Barcelona, Valencia, Guernica, și alte orașe). Cel mai cunoscut exemplu de bombardamente în scop de instaurare a terorii a fost bombardamentul de la Guernica.
Actele de violență asupra civililor și asupra bunurilor din partea Republicanilor au constituit teroarea roșie. Atacurile republicanilor asupra Bisericii Catolice, puternic asociate cu susținerea acordată de aceasta vechilor monarhiști au fost deosebit de controversate.
Aproximativ 7.000 de clerici au fost uciși și biserici și mănăstiri au fost atacate. Aproximativ 13 episcopi, 4.184 de preoți de dioceză, 2.365 de bărbați catolici (dintre care 114 iezuiți) și 283 de călugărițe au fost uciși. Relatări neverificate afirmă că unii catolici au fost obligați să înghită mărgele din rozariu și/sau aruncați în mine, ca și preoți obligați să-și sape propriile morminte înainte de a fi îngropați de vii. Papa Ioan Paul al II-lea a beatificat câteva sute de oameni uciși pentru că erau preoți sau călugări, iar Papa Benedict al XVI-lea a beatificat încă aproximativ 500 la 28 octombrie 2007.
Alte acțiuni represive ale taberei republicane au fost comise de anumite facțiuni, cum ar fi NKVD-ul stalinist (poliția secretă sovietică). Numeroși politicieni republicani, cum ar fi Lluís Companys, președintele naționalist catalan al Generalitat de Catalunya, guvernul autonom al Cataloniei—care a rămas inițial loial Republicii înainte de a-și declara independența de aceasta—a efectuat numeroase tentative de mediere în cazuri de execuții deliberate ale clerului.
|  |  |
|  |  |

## Războiul

### 1936
În primele zile ale războiului, peste 50.000 de oameni prinși de partea cealaltă a liniilor au fost asasinați sau executați sumar. În aceste paseos („treceri”), așa cum erau denumite eufemistic execuțiile, victimele erau ridicate din refugiile lor sau din închisori de oameni înarmați și împușcate în afara orașelor. Cadavrele erau abandonate sau îngropate în gropi săpate chiar de victime. Poliția locală doar observa aparițiile cadavrelor. Probabil cea mai celebră astfel de victimă a fost poetul și dramaturgul Federico García Lorca. Izbucnirea războiului a reprezentat o scuză pentru diverse reglări de conturi în conflicte personale vechi. Astfel, această practică a devenit generalizată în timpul războiului în regiunile cucerite.
Sanjurjo, liderul loviturii de stat, a murit după prăbușirea avionului său la 20 iulie, ceea ce a dus la împărțirea conducerii forțelor rebele între Mola în nord și Franco în sud. La 21 iulie, a cincea zi a revoltei, naționaliștii au capturat principala bază militară navală de la Ferrol din nord-vestul Spaniei. Aceasta a încurajat statele fasciste din Europa să-l ajute pe Franco, care deja contactase guvernele Germaniei naziste și Italiei fasciste cu o zi în urmă. La 26 iulie, viitoarele state ale Axei s-au raliat naționaliștilor. O forță rebelă condusă de colonelul Beorlegui Canet, trimisă de generalul Emilio Mola, a înaintat spre Guipúzcoa. La 5 septembrie, după lupte grele, a capturat orașul Irún blocând complet accesul republicanilor la granița cu Franța. La 13 septembrie, bascii au predat orașul San Sebastián naționaliștilor care au avansat apoi spre capitala bască, Bilbao, dar au fost opriți de milițiile republicane la granița provinciei Viscaya la sfârșitul lui septembrie. Capturarea orașului Guipúzcoa izolase însă deja provinciile republicane din nord.
Franco a fost ales comandant general al forțelor naționaliste la o întâlnire a principalilor generali la Salamanca la 21 septembrie. Era mai mare în grad ca Mola și până la acest punct, armata sa a Africii își demonstrase superioritatea militară. Franco a repurtat o nouă victorie istorică la 27 septembrie când a înlăturat asediul Alcázarului de la Toledo. O garnizoană naționalistă condusă de colonelul Moscardo deținuse Alcázarul din centrul orașului de la începutul rebeliunii, rezistând câteva luni împotriva câtorva mii de soldați republicani care încercuiseră și clădirea izolată. Inabilitatea lor de a cuceri Alcázarul a fost o lovitură gravă adusă prestigiului Republicii, fiind considerată inexplicabilă în condițiile superiorității numerice uriașe din zonă. La două zile după spargerea asediului, Franco s-a proclamat Generalísimo și Caudillo („căpetenie”) unificând cu forța diversele elemente falangiste, regaliste și alte elemente din cadrul cauzei naționaliste.
În octombrie, trupele franchiste au lansat o ofensivă majoră înspre Madrid, ajungând acolo la începutul lui noiembrie și lansând un asalt al orașului la 8 noiembrie. Generalul Mola a declarat că cele 4 coloane ale armatei sale din afara orașului vor fi susținute de o a cincea aflată înăuntru. Guvernul republican a fost obligat să se mute de la Madrid la Valencia, într-o zonă liniștită, la 6 noiembrie. Totuși, atacul naționaliștilor asupra capitalei a fost respins după lupte grele duse între 8 și 23 noiembrie. Un factor care a ajutat apărarea republicană a fost sosirea Brigăzilor Internaționale, deși doar 3000 dintre membrii acestora au participat la luptă. Nereușind să ocupe capitala, Franco a bombardat-o din aer și, în decursul următorilor doi ani, a lansat mai multe ofensive în tentativa de a încercui Madridul.
La 18 noiembrie, Germania și Italia au recunoscut oficial regimul lui Franco, și la 23 decembrie, Italia a trimis voluntari pentru a lupta de partea naționaliștilor.

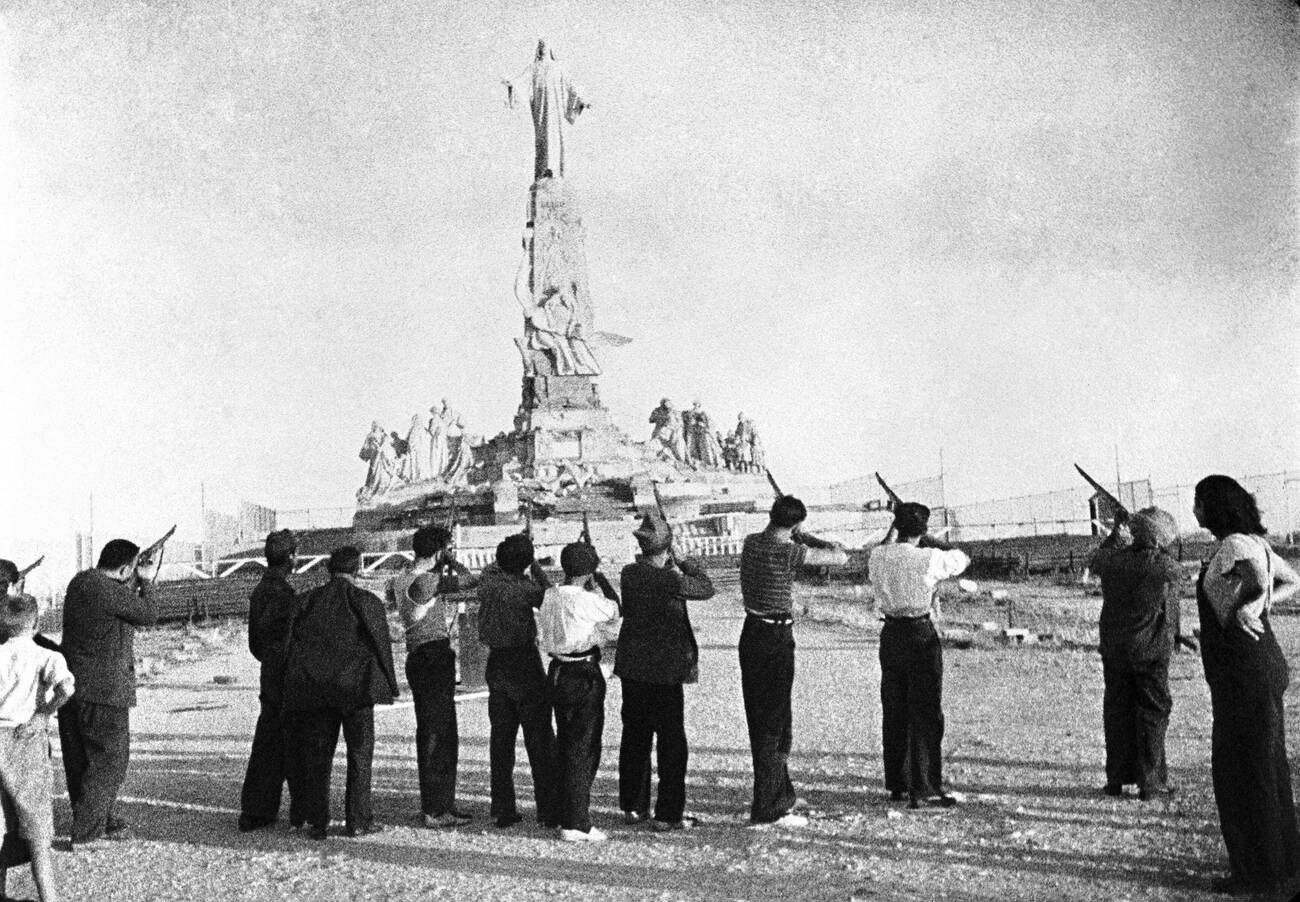
"Uciderea" Inimii Preasfinte a lui Isus (monument din Getafe) de milițieni comuniști. Fotografia din ziarul londonez Daily Mail avea titlul: "Războiul roșilor spanioli împotriva religiei".

### 1937

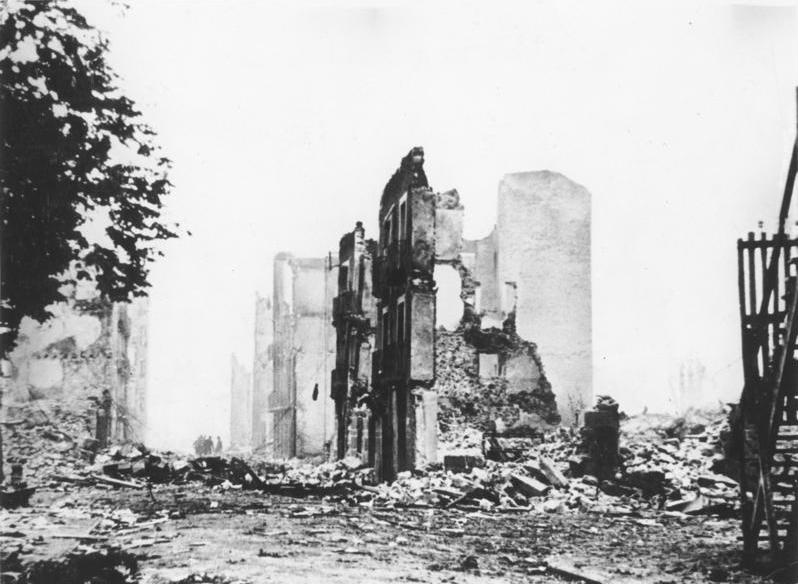
Ruinele de la Guernica

Cu aportul numeric al trupelor italiene și al soldaților coloniali din Maroc, Franco a mai făcut o încercare de a ocupa Madridul în ianuarie și februarie 1937, dar nu a reușit nici de această dată.
La 21 februarie a intrat în vigoare interdicția Comisiei de Neintervenție a Ligii Națiunilor asupra voluntarilor străini. Orașul Málaga a fost ocupat la 8 februarie. La 7 martie, Legiunea Condor din Germania, echipată cu biplane Heinkel He 51 a sosit în Spania; la 26 aprilie, Legiunea s-a făcut responsabilă pentru masacrarea a sute de oameni, inclusiv numeroși copii și femei, la Guernica, în Țara Bascilor; evenimentul a fost făcut celebru de Picasso în celebra sa pictură Guernica. După două zile, armata lui Franco a ocupat orașul.
După căderea Guernicăi, guvernul republican a început să riposteze mai eficient. În iulie, s-a făcut o încercare de a recuceri Segovia, forțându-l pe Franco să retragă trupe de pe frontul de la Madrid pentru a le opri avansul. Mola, secundul lui Franco, a murit la 3 iunie, și la începutul lui iulie, în ciuda căderii orașului Bilbao în iunie, guvernul a lansat o puternică contraofensivă în zona Madridului, pe care naționaliștii au respins-o cu dificultate. Ciocnirea a fost numită apoi "Bătălia de la Brunete" (Brunete este un oraș în provincia Madrid).
După aceasta, Franco a recâștigat inițiativa, invadând Aragónul în august și apoi ocupând orașul Santander. Trupele republicane au lansat o contraofensivă în Aragón, dar Bătălia de la Belchite (24 august-6 septembrie) oprește recucerirea Zaragozei. După capitularea armatei republicane din Țara Bascilor și după două luni de lupte acerbe în Asturia (Gijón a căzut în octombrie) războiul a luat sfârșit pe frontul de nord cu victoria lui Franco.
Între timp, la 28 august, Vaticanul l-a recunoscut pe Franco, iar la sfârșitul lui noiembrie, când trupele lui Franco se apropiau de Valencia, guvernul a trebuit să se mute din nou, de această dată la Barcelona.

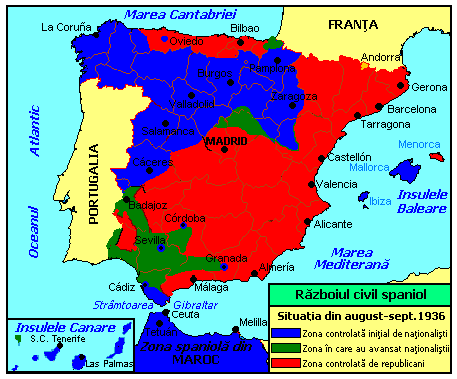
Situația fronturilor în august-septembrie 1936.

|  |  |
|  |  |
|  |  |

### 1938

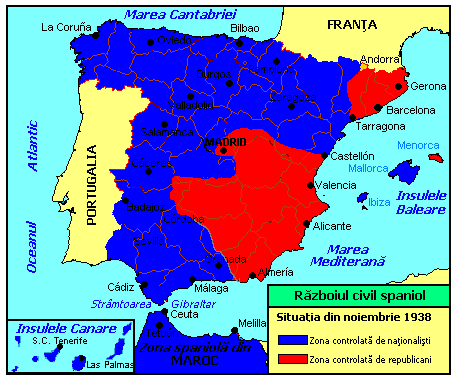
Situația frontului în noiembrie 1938.

Bătălia de la Teruel a fost o importantă confruntare între trupele naționaliste și cele republicane. Orașul aparținea naționaliștilor la începutul luptei, dar republicanii l-au cucerit în ianuarie. Trupele franchiste au lansat o ofensivă și au recuperat orașul la 22 februarie. Totuși, pentru a face aceasta, Franco a trebuit să se bazeze mult pe susținerea aeriană germană și italiană, răsplătindu-i pe aceștia ulterior cu drepturi în minerit. La 7 martie, naționaliștii au lansat Ofensiva Aragon. Până la 14 aprilie, avansaseră până la Mediterana, rupând porțiunea deținută de guvernul republican în două. Guvernul republican a încercat să ceară pace în mai dar Franco a cerut capitularea necondiționată, iar războiul a continuat. Armata naționalistă a pus presiune spre sud de la Teruel și de-a lungul coastei spre capitala republicană de la Valencia dar a fost oprită după lupte grele de-a lungul liniei fortificate XYZ.
Guvernul republican a lansat apoi, cu toate resursele, o campanie de reconectare a teritoriului, cu Bătălia de la Ebro, începând cu 24 iulie până la 26 noiembrie. Campania nu a avut succes, și a fost subminată de pacificația franco-britanică certificată prin acordul de la München prin care Cehoslovacia era lăsată la discreția lui Hitler. Aceasta a distrus practic ultimele urme ale moralului republicanilor punând capăt tuturor speranțelor pentru o alianță antifascistă cu puterile occidentale. Retragerea de la Ebro practic a determinat rezultatul final al războiului. Cu opt zile înainte de anul nou, Franco a contraatacat cu forțe masive într-o invazie a Cataloniei.

### 1939

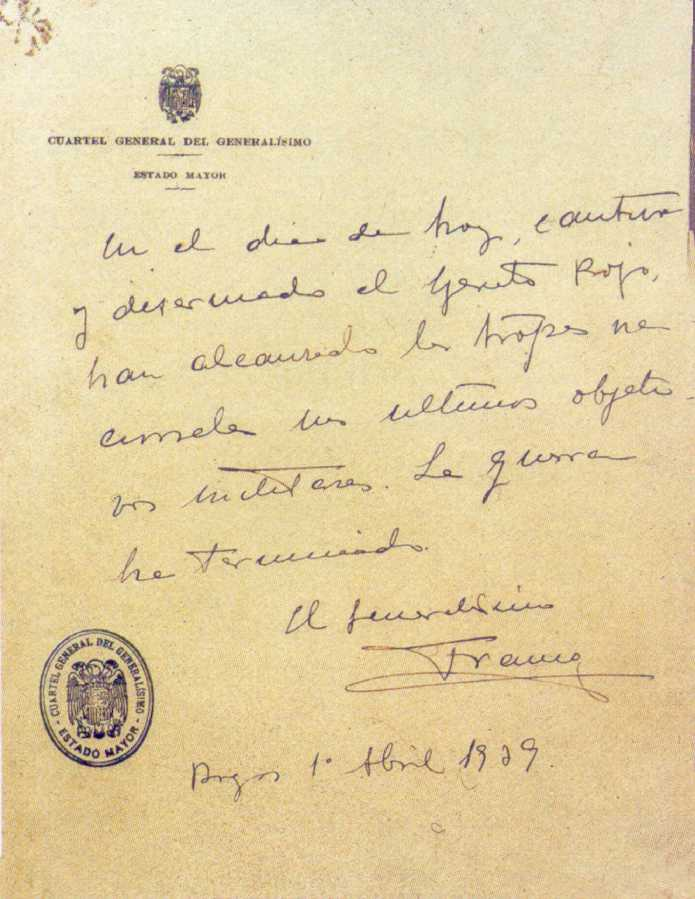
Franco declară sfârșitul războiului. Mici grupuri de insurgenți încă mai luptau la acea dată.

Trupele lui Franco au cucerit Catalonia într-o campanie-fulger în primele două săptămâni ale lui 1939. Tarragona a căzut la 14 ianuarie, urmată de Barcelona la 26 ianuarie și Girona la 5 februarie. La cinci zile după căderea Gironei, restul rezistenței din Catalonia a fost înfrântă.
La 27 februarie, guvernele Regatului Unit și al Franței au recunoscut regimul Franco.
Forțele republicane mai păstrau doar Madridul și alte câteva bastioane. Apoi, la 28 martie, cu ajutorul forțelor profranchiste din interiorul orașului (nu atât de eficiente cât erau descrise de generalul Mola în mesajele sale propagandiste din 1936 prin care făcea referire la așa-zisa „a cincea coloană”), Madridul a căzut în mâinile naționaliștilor. A doua zi, Valencia, care rezistase sub tunurile acestora aproape doi ani, s-a predat și ea. Franco și-a proclamat victoria într-un discurs la radio la 1 aprilie, când s-au predat și ultimele forțe republicane.

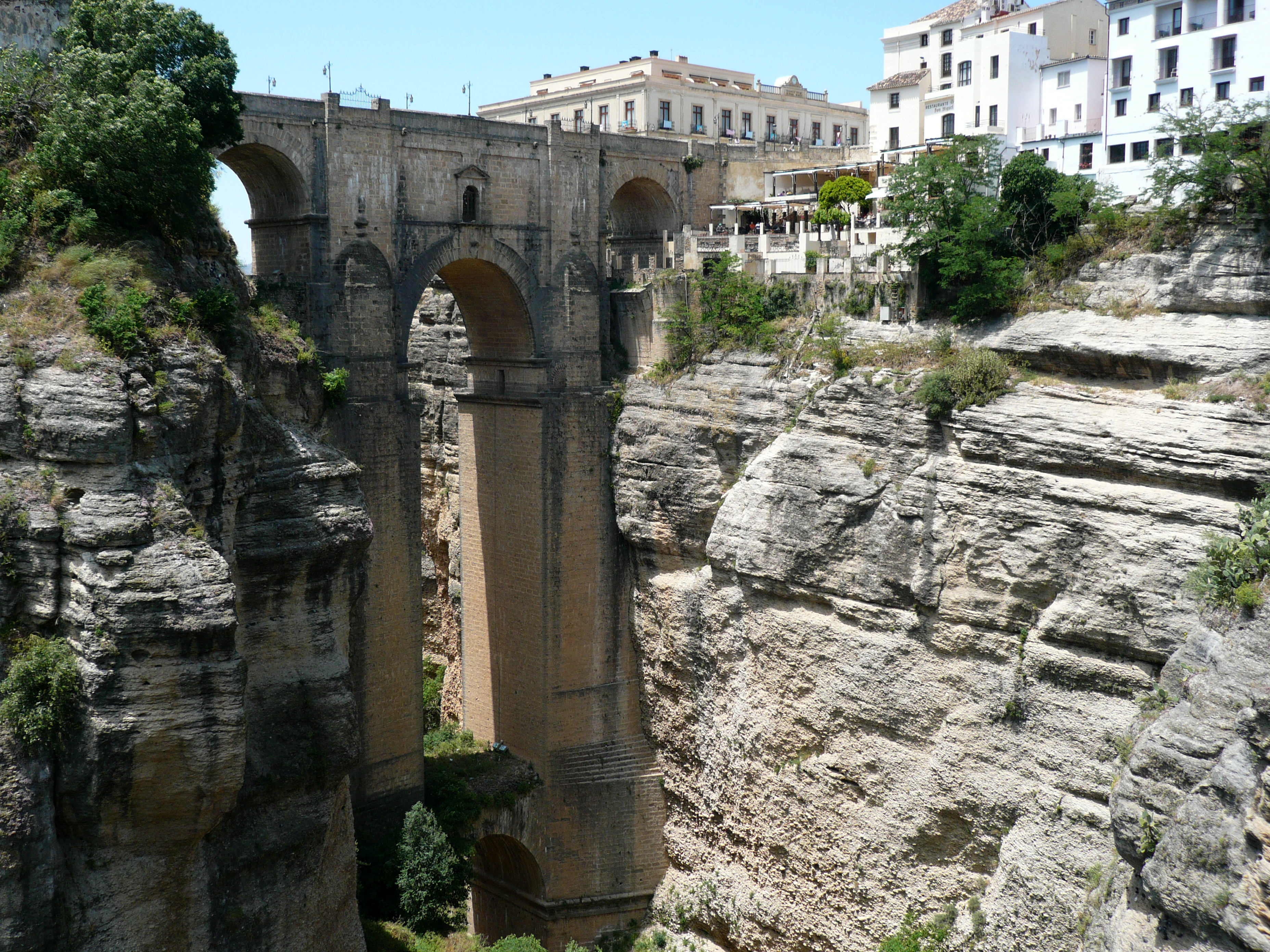
"Puente Nuevo" (Podul Nou) din Ronda. Atât naționaliștii, cât și republicanii au fost acuzați că și-au ucis prizonierii aici, aruncându-i în canion de pe pod.

## Urmări
După sfârșitul războiului, au urmat represalii dure împotriva foștilor dușmani ai lui Franco, și mii de republicani au fost închiși și cel puțin 30.000 executați. Alții au estimat numărul morților între 50.000 și 200.000. Mulți alții au fost puși la muncă forțată, în construcția de căi ferate, asanări de mlaștini, săpături de canale (La Corchuela, Canalul Bajo Guadalquivir), construcția monumentului Valle de los Caídos, etc. Sute de mii de alți republicani au fugit din țară, mai ales în Franța și Mexic. Aproximativ 500.000 au fugit în Franța.
De cealaltă parte a Pirineilor, refugiații erau ținuți în tabere de refugiați ale celei de-a treia republici franceze, cum ar fi Tabăra Gurs sau Tabăra Vernet, unde 12.000 de republicani erau ținuți în condiții grele (majoritatea fiind soldați din Divizia Durruti). Cei 17.000 de refugiați de la Gurs erau împărțiți în patru categorii (brigadiști, piloți, Gudari și spanioli obișnuiți). Gudari (basci) și piloții găseau ușor de lucru și puteau pleca din tabără, dar țăranii și oamenii obișnuiți, fără relații în Franța, erau încurajați de guvernul francez, în acord cu cel franchist din Spania, să se întoarcă în țară. Marea majoritate s-au întors și au fost predați autorităților franchiste la Irún. De acolo, ei erau transferați la lagărul Miranda de Ebro pentru „purificare”, conform Legii Responsabilităților Politice.
După proclamarea de către Mareșalul Pétain a regimului de la Vichy, refugiații au devenit deținuți politici, iar poliția franceză a încercat să-i prindă pe cei care plecaseră din tabăra de refugiați. Împreună cu alți „indezirabili”, ei au fost trimiși în lagărul de la Drancy înainte de a fi deportați în Germania nazistă. Aproximativ 5.000 de spanioli au murit astfel în lagărul de concentrare Mauthausen. Poetul chilian Pablo Neruda, numit de președintele chilian Pedro Aguirre Cerda consul special pe probleme de imigrație în Paris, a primit responsabilitatea pentru ceea ce el a numit „cea mai nobilă misiune pe care am îndeplinit-o”: trimiterea a peste 2.000 de refugiați spanioli, care fuseseră găzduiți în Franța în tabere de refugiați, spre Chile pe o veche navă comercială, Winnipeg.
După sfârșitul oficial al războiului, luptele de gherilă au continuat neregulat, până în anii 1950, reducându-se treptat prin pierderea susținerii din partea populației extenuate și prin înfrângeri militare. În 1944, un grup de republicani veterani, care luptaseră și în rezistența franceză împotriva naziștilor, au invadat Val d'Aran în nord-vestul Cataloniei, dar au fost învinși după 10 zile. 
| Războiul Civil Spaniol ca:                        | idei sau variațiuni aflate în relație | susținători (exemple)                                                                         | citări asociate |
| ------------------------------------------------- | --- | --------------------------------------------------------------------------------------------- | --- |
| ciocnire a naționalismelor europene               | război basco-spaniol, lupta catalană pentru independență, apogeul naționalismelor imperialiste                                                      | propagandă bască, Julen Madariaga, Xosé M. Núñez Seixas                                       | "[gudaris] de la guerra 36-37, víctimas de la última y más incivilizada agresión extranjera perpetrada contra Euskal Herria", "la guerra ha sido y es un factor intrínsicamente unido, y a menudo deseñado, en el desarollo histórico de las identidades nacionales y los nacionalismos europeos"                                |
| ciocnire a sistemelor totalitare                  | conflicte violente ale maselor radicalizate și polarizate, comunism vs. fascism/nazism, regimuri totalitare luptându-se prin intermediari           | Antony Beevor, George Orwell                                                                  | "I remember saying once to Arthur Koestler, ‘History stopped in 1936’, at which he nodded in immediate understanding. We were both thinking of totalitarianism in general, but more particularly of the Spanish Civil War" |
| democrație vs. dictatură                          | libertate vs. opresiune fascistă, libertate vs. tiranie comunistă, norodul contra tiranilor                                                         | propagandă kominternistă, propagandă franchistă                                               | [Republican] "defeat by the forces of International Fascism woud be a major disaster for Europe", "the fight in Spain is between the forces of freedom, democracy, justice, and the forces of reaction, tyranny, obscurantism, admits no doubt", "el pueblo con su propio esfuerzo en la lucha contra la tiranía comunista"      |
| episod al războiului civil european               | creuzet al bătăliilor universale, spanioli vs. spanioli, irlandezi vs. irlandezi, italieni vs. italieni, ruși vs. ruși, "arenă europeană de lupte"  | Paul Preston, Julian Casanova                                                                 | "prologue to the European civil war of a few years later", "it evolved into an episode of a European civil war that ended in 1945", "melting pot of universal battles between bosses and workers, Church and State, obscurantism and modernism"                                                                                  |
| episod al unui conflict spaniol intern îndelungat | Al patrulea război carlist, modernitate vs. tradiționalism, violență sectară și fanatică spaniolă oarecare                                          | Mark Lawrence, propagandă carlistă, propagandiști spanioli ai "Legendei Negre"                | "civil war dominates modern Spain more than any other Western European country", "the rebellion that began in 1936 was the climax to a long and tortuous period of political experiment" |
| epilog la Primul război mondial                   | surmenajul societății de modă veche, mobilizare rapidă a maselor, perioadă de spasme post-monarhice                                                 | Stanley G. Payne                                                                              | se aseamănă mult cu: "a post-World War I crisis than a crisis of the era of World War II", "the Spanish crisis of the spring and summer of 1936 was in key respects the Spanish version of the revolutionary and counterrevolutionary crises that affected various central and eastern European countries between 1917 and 1923" |
| stânga vs. dreapta                                | izbucniri locale și deosebit de violente de conflicte politice comune foarte vechi, albii vs. roșii                                                 | Harold Nicholson, Sandra Halperin                                                             | "a military struggle between left- and right-wing elements in Spain", "traditional explanation of the Civil War in terms of the left vs right political confrontation", "polarization between left and right in Western Europe escalated into armed conflict with the outbreak of the civil war in Spain"                        |
| tipar al unui război civil                        | reper pentru categorisiri ale războiului civil, experimente ale războiului civil, cel mai obișnuit caz al războiului civil, legătura de cauzalitate | Laia Balcells                                                                                 | "the Spanish, along with the American Civil War, is a paradigmatic case of conventional civil war" |
| prolog al Războiului Rece                         | înfruntând și izolând comunismul, lumea liberă vs. imperialismul sovietic, Apusul civilizat vs. Răsăritul barbar                                    | Luis de Galinsoga, propagandă franchistă                                                      | Franco arătat ca "Centinela de Occidente" |
| prolog la Al doilea război mondial                | lupta împotriva fascismului, Europa democrată împotriva Axei, pre-stabilirea alianțelor celui de-Al doilea război mondial                           | Patricia van der Esch, mulți alții                                                            | "prelude to war", "I think in many ways it was the first battle of World War II", "in this context, the Spanish civil war can be regarded as the prologue and preface to the Second World War", "microcosmic prologue to the battle between fascism and democracy that was the Second World War"                                 |
| revoluție vs. contra-revoluție                    | lupta de clasă, proletariat vs. burghezie, noroadele spaniole din lupta național-revoluționară                                                      | Eric Hobsbawm, Stanley G. Payne, propagandă sovietică de mai târziu (nu în timpul războiului) | "only occasionally has the war been analyzed in terms of its most accurate definition, as a revolutionary/counterrevolutionary struggle", "национально-революционная война испанского народа" |
| război religios                                   | Cruzada, catolicism vs. ateismul barbar, război cultural, societatea civică vs. fanatism catolic                                                    | propagandă franchistă (ex.: Juan Tusquets), José Sánchez, Mary Vincent                        | "To many, religion became the most divisive issue of the war, the single problem that distinguished one fraction from another", "consideraté soldado de una cruzada que pone Dios como fin y en El confía el triunfo" |
| Războiul spaniol pentru independență              | spanioli vs. agresiunea jidano-bolșevică străină, spanioli vs. invazia fascistă străină, guerra de liberación, Spania vs. anti-Spania               | propagandă comunistă, propagandă franchistă                                                   | "nuestra guerra de independencia nacional contra el invasor y el fascismo tiene muchos puntos semejantes con la lucha heroica y victoriosa del pueblo soviético", "Está en litigio la existencia misma de España como entidad y como unidad", "guerra de liberación que se vivía en España"                                      |

## Revoluția socială
În zonele controlate de anarhiști, Aragón și Catalonia, în plus față de succesul militar temporar, a existat o revoluție socială vastă prin care muncitorii și țăranii au colectivizat pământul și industria, și au înființat consilii paralele cu guvernul republican paralizat. Această revoluție a întâlnit atât opoziția comuniștilor susținuți de sovietici, care își primeau ordinele de la biroul politic al lui Stalin (care se temea să nu piardă controlul), cât și a republicanilor social-democrați (care se temeau să nu piardă drepturile de proprietate privată). Colectivele agricole au avut un succes considerabil în pofida lipsei de resurse, cauzată de faptul că Franco ocupase deja zonele cel mai bogate în resurse naturale.
Pe măsură ce războiul a progresat, guvernul și comuniștii s-au folosit de accesul la armament sovietic pentru a restaura controlul guvernului asupra efortului de război, atât pe căi diplomatice, cât și prin forță. Anarhiștii și Partidul Muncitoresc al Unității Marxiste (Partido Obrero de Unificación Marxista, sau POUM) au fost integrați cu armata regulată, în ciuda rezistenței; POUM a fost scos în afara legii și denunțat fals ca unealtă a fasciștilor. În Zilele din Mai din 1937, sute de mii de soldați antifasciști s-au luptat între ei pentru controlul punctelor strategice din Barcelona, situație relatată de George Orwell în Omagiu Cataloniei.
În anul 1940 scriitorul Ernest Hemingway a publicat romanul Pentru cine bat clopotele, în care a evocat de asemenea atrocitățile războiului civil spaniol.  